# Юрковский, Мариан
Мариан Юрковский (пол. Marian Jurkowski; 4 ноября 1929, Познань— 30 июня 2005, Варшава) — польский ученый-языковед, славист, полонист, переводчик. Доктор филологических наук (1966). Профессор (1984).

## Биография
До начала второй мировой войны Мариан Юрковский жил с родителями в Коломые. Период немецкой оккупации провел в Польше, где работал на хуторе близ Познани. После войны Мариан Юрковский окончил гимназию. Затем до 1953 года изучал польскую филологию в университете Познани. Продолжил до 1955 года учёбу в Варшавском университете на факультете украинской филологии.
После окончания учёбы работал в отделе украинской филологии в Польско-советском институте Польской академии наук (ныне Институт славистики ПАН). Занимался изучением исторических и современных гидрографических терминов и названий, их происхождением и функционированием.
В 1966 году защитил докторскую диссертацию на тему «Украинская гидрографическая терминология», которая вышла отдельным изданием в 1971 году. Теперь это одна из наиболее цитируемых книг в славянской ономастике.
С 1971 года работал в Варшавском, а в 1973—1976 годах — в Силезском университетах. В 1976—1980 годах преподавал в белостоцком филиале Варшавского университета, затем там же возглавил Институт польской филологии.
В 1980—1982 годах работал в Высшей педагогической школе в Кельцах, в 1982 году вернулся на работу в варшавский университет. До выхода на пенсию в 1991 году трудился в Институте восточнославянской филологии при университете.

## Научная деятельность
Принимал участие в создании Энциклопедии общего языкознания (пол. «Encyklopedii językoznawstwa ogólnego») и большой польской энциклопедии «Wielkiej encyklopedii powszechnej PWN». Написал более 1000 статей.
Автор ряда трудов по истории украинского языка и польско-украинских языковых отношений. Занимался переводами с украинского языка. Редактор сборника «Тарас Шевченко …» (Варшава, 1961) и автор вступительной статьи к нему. Автор труда «Польские друзья Тараса Шевченко» (сборник «Тарас Шевченко в сотую годовщину смерти», Варшава, 1961). Ряд работ посвятил вопросам русского языка.
Соредактор университетского журнала «Prace Filologiczne».
Был членом варшавского научного общества, Комитета лингвистики и комитета славяноведения Польской академии наук, Комитета терминологии ПАН, комиссии по установлению местных названий и физиографических объектов, комиссии стандартизации географических названий за пределами Польши, генеральным секретарем Общества культуры языка и др.

## Избранная библиография
Автор более 200 научных работ и статей, в том числе 7 книг:
- Hydronimia Wisły. Cz. I. Wykaz nazw w układzie hydrograficznym (в соавт.);
- Kazanie ruskie z XVII wieku (edycja, komentarz językowy), Dawna facecja polska (XVI—XVIII w.) (в соавт. 1960);
- Ukraińskie kazanie ruskie z północno-wschodniego Polesia (1961);
- Библиография трудов про Лемковщину (1962),
- Rzeka, potok i ich synonimy w języku ukraińskim (1963);
- Terminy na określenie źródła, ujęcia i głębi w języku ukraińskim (1964);
- Terminy geograficzne a nazwy własne (1964);
- Słowiańskie *bŕ do ‘rodzaj góry’ jako termin geograficzny i nazwa własna (1968);
- Aus der Hydronymie der Polnischen Karpaten (1969);
- Z hydronimii Karpat Polskich, «Acta Archaelogica Carpathica» II, (1970);
- Nieznane łemkowskie pieśni weselne w zbiorach Wincentego Pola (1970);
- Słownictwo ludowe w «Eneidzie» Kotlarewskiego (1970);
- Uwagi o języku Łesi Ukrainki (1971);
- Ukraińska terminologia hydrograficzna (1971);
- Nazwy zapałek (1970)
- Elementy zachodniosłowiańskie w ukraińskiej terminologii sakralnej (1992);
- Metajęzyk terminologii: Teoretyczne podstawy terminologii (1991);
- Staroukrainśka sakralna terminołohija (nazvy osib): «Warszawskie Zapiski Ukrainoznawcze» 1, 1989,
- Od wieży Babel do języka Kosmitów (o językach sztucznych, uniwersalnych i międzynarodowych) (1986) и др.

Соавтор учебника «Учим польский» (пол. Uczymy się polskiego), изданного на шести языках и «Малого украинско-польского и польско-украинского словаря» (1998). Более 25 лет работал в лингвистической редакции Польского радио.